# Coniopteryx obscura
Coniopteryx obscura är en insektsart som beskrevs av Navás 1934. Coniopteryx obscura ingår i släktet Coniopteryx och familjen vaxsländor. Inga underarter finns listade i Catalogue of Life.